# Сам удома 3
Сам удома 3 (англ. Home Alone 3) — американська сімейна комедія 1997 року, режисерський дебют Раджі Ґоснелла. Сценарій написав і спродюсував Джон Г'юз. У головних ролях знялися Алекс Д. Лінц та Хевіленд Морріс. Стрічка є продовженням фільму «Сам вдома 2: Загублений у Нью-Йорку» (1992). Цього разу сюжет розгортається навколо восьмирічного Алекса Прюїтта, який захищає свій дім від міжнародних злочинців, що працюють на терористичну організацію.
Фільм є третьою частиною франшизи «Сам вдома», але відрізняється від попередніх кількома ключовими аспектами. Він відбувається після Різдва (а не в сам святковий період), у ньому не з'являється Маколей Калкін, а режисером і композитором більше не є Кріс Коламбус та Джон Вільямс відповідно. Проте Раджа Ґоснелл, який раніше працював монтажером перших двох частин, став режисером цього проєкту. Також це останній фільм серії, який вийшов у кінотеатральний прокат.
«Сам вдома 3» отримав змішані та переважно негативні відгуки критиків. Вони позитивно оцінили гру Алекса Д. Лінца, але розкритикували зміну акторського складу, тематики та відхід від атмосфери попередніх частин. У 2002 році на екрани вийшов телевізійний сиквел — «Сам вдома 4».
В Україні прем'єра трьої частини відбулася на «Новому каналі»: 24 грудня 2000 року (з російським багатоголосим закадровим озвученням) та 2 січня 2006 року (з українським двоголосим закадровим озвученням).

## Сюжет
Пітер Бопре, Еліс Ріббонз, Бертон Джерніган і Ерл Унгер — це міжнародно розшукувані злочинці, які працюють на терористичну організацію з Гонконгу, пов’язану з Північною Кореєю. У Силіконовій долині, Каліфорнія, вони викрадають мікрочип вартістю 10 мільйонів доларів, що здатний приховувати ракети від радарів, і ховають його всередині іграшкового автомобіля на дистанційному керуванні. Таким чином вони намагаються пронести його через систему безпеки міжнародного аеропорту Сан-Франциско. Однак через плутанину з багажем сумку зі шпигунською іграшкою випадково забирає літня жінка на ім’я місіс Гесс, яка летить до Чикаго.
Злочинці вирушають у передмістя Чикаго, де живе місіс Гесс, і починають систематично обшукувати кожен будинок у її районі, щоб знайти мікрочип. Тим часом восьмирічний Алекс Прюїт отримує іграшкову машину від місіс Гесс як плату за розчищення її під'їзної доріжки від снігу. Повернувшись додому, Алекс дізнається, що захворів на вітрянку, і змушений залишитися вдома. Наступного дня хлопчик, стежачи за сусідами, виявляє злочинців. Він викликає поліцію, але ті не можуть йому допомогти через брак доказів.
Зацікавившись, чому злочинці так наполегливо полюють за іграшкою, Алекс вирішує дослідити її та виявляє всередині викрадений мікрочип. Він зв’язується з місцевим центром рекрутингу ВПС США, щоб повідомити про знахідку і передати інформацію компетентним органам. Тим часом злочинці розуміють, що Алекс стежив за ними, і вирішують проникнути в будинок сім’ї Прюїтів.
Алекс готується до оборони, влаштовуючи численні пастки у своєму будинку. Йому допомагають його домашній пацюк Доріс і балакучий папуга старшого брата Стена. Коли злочинці намагаються пробратися в будинок, вони зазнають болісних травм через хитромудрі пастки Алекса. У розпалі подій Алекс втікає та рятує місіс Гесс, яку Еліс Ріббонз зв’язала і залишила в гаражі. Пітер Бопре намагається схопити Алекса, але хлопчик лякає його іграшковим пістолетом, схожим на справжній.
Зрештою на місце прибувають агенти ФБР і поліція, які за інформацією з рекрутингового центру арештовують трьох злочинців — Ріббонз, Джернігана й Унгера. Бопре намагається сховатися в імпровізованому сніговому укритті у дворі, але його знаходить папуга Стена. Птах погрожує запустити феєрверки, розташовані всередині укриття, якщо Бопре не запропонує йому два крекери. У злочинця є лише один, тому папуга запалює феєрверки, привертаючи увагу поліції до схованки Бопре.
Того ж вечора сім’я Прюїтів, місіс Гесс і правоохоронці святкують героїчний вчинок Алекса, поки його будинок ремонтують після подій. Батько Алекса, Джек, повертається з ділової поїздки, щоб приєднатися до свята. У фінальній сцені злочинців показують у поліцейському відділку, де під час фотографування з’ясувалося, що вони заразилися вітрянкою від Алекса.

## У ролях
- Алекс Д. Лінц — Алекс Прюїтт, восьмирічний хлопчик.
- Олек Крупа — Пітер Бопре, лідер міжнародної злочинної групи.
- Девід Торнтон — Ерл Ангер, член міжнародної злочинної групи.
- Ленні фон Долен — Бертон Джерніган, член міжнародної злочинної групи.
- Ріа Кілстедт — Еліс Ріббонз, єдина жінка серед міжнародної злочинної групи.
- Хевіленд Морріс — Карен Прюїтт, мати Алекса.
- Скарлетт Йоганссон — Моллі Прюїтт, старша сестра Алекса.
- Меріан Селдес — місіс Гесс, літня сусідка родини Прюїтів.
- Кевін Кілнер — Джек Прюїтт, батько Алекса.
- Сет Сміт — Стен Прюїтт, старший брат Алекса.
- Бакстер Гарріс — капітан поліції Джексон.
- Крістофер Каррі — агент ФБР Стакі, який переслідував Бопре сім років.
- Джеймс Сайто — мафіозний бос, керівник терористичної організації, якому підпорядковується група Бопре.
- Пат Гілі — спеціальний агент ФБР Роджерс, який працює разом зі Стакі.
- Фрімен Коффі — офіцер з рекрутингу ВПС США.
- Адріанн Дункан — стюардеса.
- Дженніфер А. Дейлі — фотограф поліції.
- Даррен Т. Кнаус — голос папуги, балакучого папуги, який належить Стену.
- Ніл Флінн — поліцейський.
- Нік Янц — поліцейський.
- Тоні Мокус-молодший — поліцейський.
- Джеймс Чізем — поліцейський.

## Виробництво
Ідея створення фільму «Сам вдома 3» з’явилася одночасно з проєктом «Сам вдома 2: Загублений у Нью-Йорку». Первісно планувалося знімати обидві стрічки одночасно, але ці плани не вдалося реалізувати. У середині 1990-х років робота над третьою частиною була відновлена. Спочатку сценарій передбачав повернення Маколея Калкіна у ролі Кевіна Маккаллістера, але вже у підлітковому віці. Однак до 1994 року Калкін тимчасово завершив свою акторську кар’єру, що змусило творців переосмислити концепцію. У підсумку сюжет було повністю перероблено, і стрічка отримала нових героїв та акторський склад.
Основні зйомки проходили в Чикаго та Еванстоні, штат Іллінойс. Сцени в аеропорту, які з'являються на початку фільму, знімалися у двох різних залах Міжнародного аеропорту О’Гара в Чикаго.
Зйомки фільму розпочалися 2 грудня 1996 року і завершилися 22 березня 1997 року. Виробництвом картини займався підрозділ Fox Family Films, що входив до складу компанії 20th Century Fox.
Завдяки зйомкам у реальних локаціях і переходу до нових персонажів творці прагнули надати фільму свіжості, зберігаючи дух попередніх частин. Водночас рішення відмовитися від знайомого образу Кевіна Маккаллістера спричинило неоднозначні відгуки як від шанувальників, так і від критиків.

## Випуск
Фільм «Сам вдома 3» спочатку вийшов на відеокасетах формату VHS і лазерних дисках 2 червня 1998 року. Трохи пізніше, 3 листопада 1998 року, стрічка була випущена на DVD. У грудні 2007 року фільм перевидали у форматі DVD, а також включили до мультирелізів франшизи «Сам вдома» у 2006 та 2008 роках.
Оригінальна DVD-версія фільму представлена у форматі Widescreen із співвідношенням сторін 1.85:1, однак, замість анаморфного формату, використовувалася технологія 4:3 з чорними смугами (matte), що могло вплинути на якість перегляду на сучасних екранах.
Випуск на фізичних носіях дозволив фільму знайти додаткову аудиторію після його кінотеатрального прокату. Це було особливо актуально для фанатів серії, які бажали переглядати картину вдома. Згодом «Один вдома 3» став доступним і у цифрових форматах на стримінгових платформах, дозволяючи залучити нових глядачів і розширити популярність франшизи в умовах розвитку сучасних технологій.

## Сприйняття

### Касові збори
«Сам вдома 3» зібрав у світовому прокаті $79,082,515. Хоча це значно менше, ніж доходи від перших двох частин, фільм залишився прибутковим завдяки помірному бюджету.  

### Оцінки критиків
На платформі Rotten Tomatoes фільм отримав 35% схвальних відгуків на основі 26 рецензій із середньою оцінкою 4,6/10. Критичний консенсус звучить так: "Харизма Маколея Калкіна, яка була серцем попередніх частин, тут дуже бракує. Це порожній сиквел, що робить акцент на грубому гуморі, але позбавлений елементів, які зробили оригінал класикою."
Аудиторія, опитана CinemaScore, поставила фільму середню оцінку "B+" за шкалою від A+ до F, що свідчить про дещо тепліший прийом з боку глядачів.
Водночас відомий критик Роджер Еберт із Chicago Sun-Times оцінив фільм у 3 з 4 зірок, назвавши його "свіжим, дуже кумедним і навіть кращим за перші дві частини." Така оцінка була незвичною серед загального негативного тону критиків.
Попри змішані відгуки, фільм зберіг популярність серед молодшої аудиторії завдяки новим персонажам, динамічному сюжету та яскравим пасткам, які створив головний герой. Він також став джерелом суперечок серед фанатів франшизи, розділивши їх на тих, хто оцінив новий підхід, і тих, хто ностальгував за персонажем Кевіна Маккаллістера та його класичними пригодами.

### Нагороди
Фільм був номінований на антипремію «Золота малина» у категорії «Найгірший римейк або сиквел». Проте «Сам вдома 3» поступився перемогою стрічці «Швидкість 2: Контроль над круїзом».

## Закадрове озвучення
Російською та українською мовами фільм озвучено телекомпанією «Новий канал» у 2000 та 2005 роках.
- Ролі озвучували (російське багатоголосе): Володимир Терещук, Олена Бліннікова та Наталя Поліщук
- Ролі озвучували (українське двоголосе): Євген Пашин та Лідія Муращенко

## Саундтрек
| #   | Назва                                    | Тривалість |
| --- | ---------------------------------------- | ---------- |
| 1.  | «My Town»                                | 1:55       |
| 2.  | «All I Wanted Was A Skateboard»          | 1:13       |
| 3.  | «I Want It All»                          | 2:55       |
| 4.  | «Almost Grown»                           | 4:24       |
| 5.  | «School Day (Ring! Ring! Goes The Bell)» | 2:47       |
| 6.  | «Bad Bad Leroy Brown»                    | 2:02       |
| 7.  | «Green Eyed Lady»                        | 2:33       |
| 8.  | «Let It Snow, Let It Snow, Let It Snow»  | 1:49       |
| 9.  | «Home Again»                             | 2:44       |
| 10. | «Nite Prowler»                           | 3:10       |
| 11. | «Tall Cool One»                          | 4:10       |
| 12. | «Home Alone 3 Suite»                     | 1:17       |